# Omer Sarraut
Pour les articles homonymes, voir Sarraut.
Pierre Sarraut, dit Omer Sarraut, est un journaliste et directeur de journal, né le 3 septembre 1844 à Castelsarrasin et mort le 22 septembre 1887 à Carcassonne. Il fut brièvement maire de cette ville la même année.

## Biographie
Républicain, proche à ses débuts de Théophile Marcou qui lui proposa un poste de rédacteur à « La Fraternité », franc-maçon et anticlérical, Omer Sarraut fut le directeur fondateur des journaux , « Le Réveil » et « Le Radical du Midi » ainsi que le compagnon de lutte de Léon Gambetta, Georges Clemenceau et Camille Pelletan. De mars à son décès le 22 septembre 1887, il fut maire de Carcassonne.
Omer Sarraut a eu trois enfants, avec son épouse Jeanne Marguerite Laurens : Maurice Sarraut (1869-1943) sénateur, avocat et journaliste, Albert Sarraut (1872-1962) homme d'État, président du conseil, plusieurs fois ministre (qui repose au cimetière de Bram), et Jeanne Sarraut (1876-1963).
Ses obsèques donnèrent lieu à l'érection d'un monument, au cimetière Saint-Vincent de Carcassonne, où est gravé « don de la ville et de ses concitoyens ».

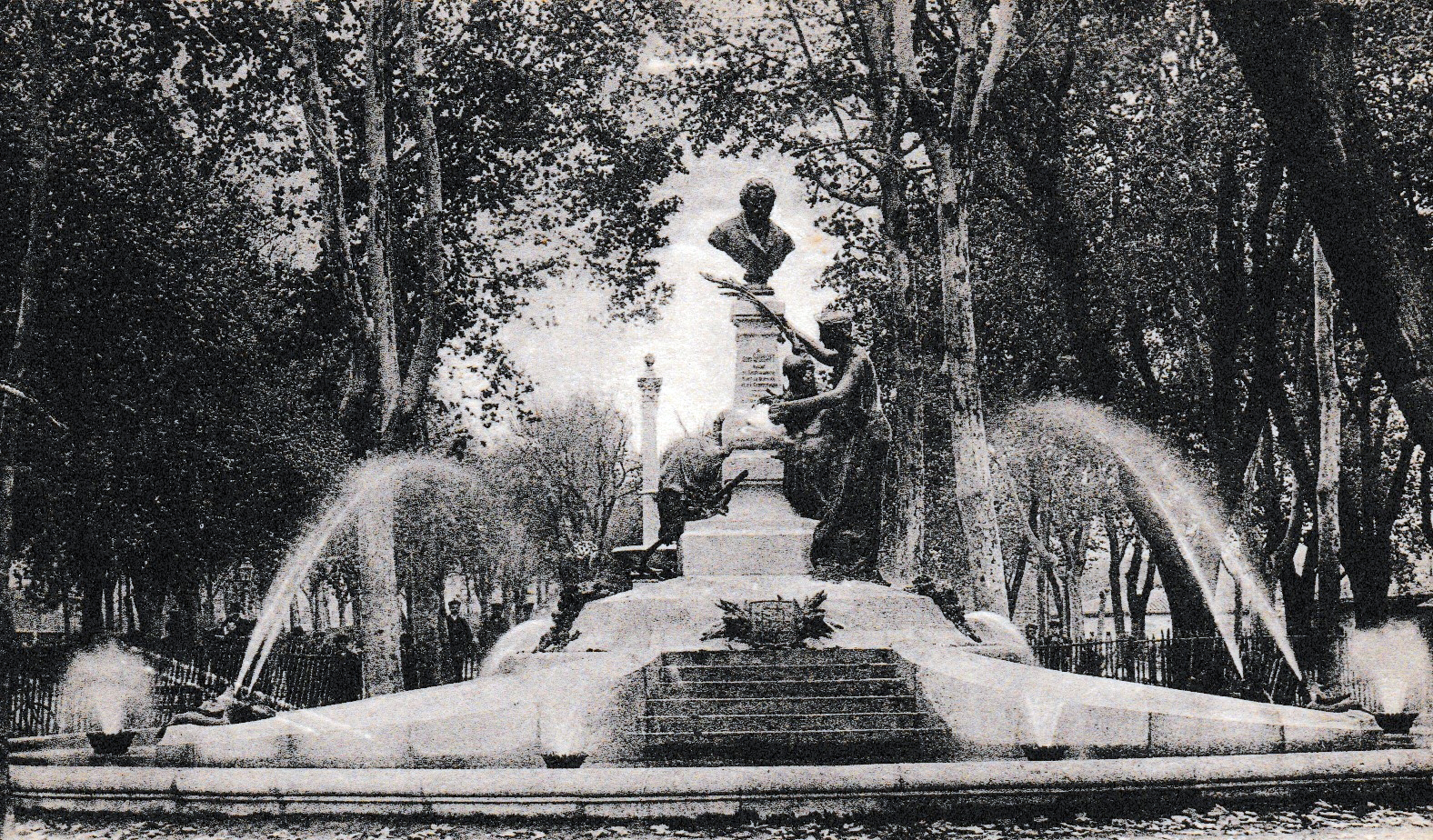
Le monument dédié à Omer Sarraut, avant la Seconde Guerre mondiale.

## Hommages, postérité
Son buste sculpté par Paul Ducuing est visible sur la fontaine située sur le square André Chénier, longé par le boulevard qui porte son nom,.

Monument à Omer Sarraut Square André-Chénier à Carcassonne.